# Ashley Callus
Ashley John Callus (Brisbane, 10 marzo 1979) è un ex nuotatore australiano.
Ha vinto una medaglia d'oro ai Giochi olimpici di Sydney 2000 nella staffetta 4x100 m sl.

## Palmarès
- Olimpiadi

Sydney 2000: oro nella 4x100m sl.
Pechino 2008: bronzo nella 4x100m sl.
- Mondiali

Fukuoka 2001: oro nella 4x100m sl e nella 4x100m misti.
- Mondiali in vasca corta

Mosca 2002: oro nei 100m sl e argento nella 4x100m misti.
Shanghai 2006: oro nella 4x100m misti.
- Giochi PanPacifici

Yokohama 2002: oro nella 4x100m sl e argento nei 100m sl.
- Giochi del Commonwealth

Kuala Lumpur 1998: oro nella 4x100m sl.
Manchester 2002: oro nella 4x100m sl e argento nei 100m sl.
Melbourne 2006: argento nella 4x100m sl.